# Martha (téléfilm)
Pour les articles homonymes, voir Martha.
Pour plus de détails, voir Fiche technique et Distribution.
Martha est un téléfilm allemand réalisé par Rainer Werner Fassbinder, diffusé en 1974.

## Synopsis
Martha est une jeune femme qui fait la connaissance de Helmut Salomon à l'ambassade d'Allemagne. Ils se marient, mais celle-ci ne tarde pas à découvrir que sous une façade de mari aimant et attentionné, Helmut, agacé par ses bévues, est un maître de la torture psychologique, un pervers narcissique. Elle finit par essayer de le quitter mais a un accident de voiture qui la rend paralysée, si bien que Helmut la ramène en fauteuil roulant chez eux vers son enfer.

## Fiche technique
- Titre : Martha
- Réalisation : Rainer Werner Fassbinder
- Scénario : Rainer Werner Fassbinder et Cornell Woolrich
- Production : Peter Märthesheimer
- Photographie : Michael Ballhaus
- Montage : Liesgret Schmitt-Klink
- Décors : Kurt Raab
- Pays d'origine : Allemagne
- Format : Couleurs - 1,33:1 - Mono
- Genre : Drame
- Durée : 116 minutes
- Date de diffusion : 1974

## Distribution
- Margit Carstensen : Martha Salomon, née Heyer
- Karlheinz Böhm : Helmut Salomon
- Barbara Valentin : Marianne
- Peter Chatel : Kaiser
- Kurt Raab : le secrétaire d'ambassade
- Karl Scheydt : Un convive à la table de mariage
- Ingrid Caven : Ilse
- El Hedi ben Salem
- Gisela Fackeldey : la mère
- Adrian Hoven : le père